# Money-Money
Pour les articles homonymes, voir Money.
Ne doit pas être confondu avec Mony Mony.
Pour plus de détails, voir Fiche technique et Distribution.
Money-Money est un film français réalisé par José Varela, sorti en 1969. 

## Synopsis
Raoul, modeste employé d'un architecte, et sa jeune femme Marlène ont des goûts de luxe et recourent à de multiples stratégies pour satisfaire leurs désirs : achats à crédit, chèques sans provision, achats et reventes d'œuvres d'art et autres combines spéculatives. Leur frénésie dispendieuse et leur superbe Chevrolet Camaro (qui a remplacé leur ancienne R8 Renault), vont rapidement les conduire à leur perte.

## Fiche technique
- Titre : Money-Money
- Réalisation : José Varela , assisté d'Édouard Niermans et  Jean-Marie Nadaud
- Scénario et dialogues : José Varela
- Musique : Michel Portal
- Photographie : Jean-Marc Ripert
- Son : Jean Baronnet
- Montage : Françoise Collin
- Production : Véra Belmont, Gérard Beytout, René Pignières
- Sociétés de production : SNC (Société nouvelle de cinématographie), Stéphan Films
- Pays d'origine :  France
- Année de tournage : 1968
- Format : couleur (Eastmancolor) - 35 mm - 1,66:1 - Mono
- Genre : comédie dramatique et satirique
- Durée : 90 minutes
- Date de sortie : France 1er octobre 1969
- Visa d'exploitation CNC : no 34494

## Distribution
- Jacques Charrier : Raoul
- Adriana Bogdan : Marlène
- Clotilde Joano : Lise
- Nella Bielski : Françoise
- Del Negro : Johnson
- Michel Portal : le musicien
- Valérie Lagrange
- René Biaggi
- Lella Cournot
- Paco Rabanne

## Distinctions
Le film a été présenté à la Quinzaine des réalisateurs, en sélection parallèle du festival de Cannes 1969.